# Макс Дельбрюк
Макс Людвіг Хеннінг Дельбрюк (нім. Max Ludwig Henning Delbrück; 4 вересня 1906, Берлін — 9 березня 1981, Пасадена) — американський біофізик німецького походження, лауреат Нобелівської премії з фізіології і медицини в 1969 році (спільно з Алфредом Херші і Сальвадором Лурія) «за відкриття, що стосуються механізму реплікації та генетичної структури вірусів».
Починав свою наукову кар'єру як фізик, він, зокрема, першим передбачив один з нелінійних ефектів квантової електродинаміки — дельбрюківське розсіювання.

## Сім'я
Народився в сім'ї відомого німецького воєнного історика, професора Берлінського університету Ганса Дельбрюка.
Син — Тобі Дельбрюк — професор в Інституті нейроінформатики, Цюрих. Відомий через розробку штучної сітківки, яка детектує надшвидкі рухи.